# Hezbolá
Hezbolá o Hizbulá (en árabe: حزب الله‎, romanizado: ḥizbu-'llāh(i), lit. 'Partido de Dios', de ḥizb «partido» y Allah «Dios»), traducido literalmente como Partido de Dios, es un partido político y grupo paramilitar musulmán chií libanés, regido desde 2024 por su secretario general Naim Qassem. El brazo paramilitar de Hezbolá es el Consejo de Yihad, y su brazo político es el partido Bloque de Lealtad a la Resistencia (en árabe: كتلة الوفاء للمقاومة‎) en el Parlamento del Líbano. En 2016 se estimaba que su fuerza armada era equivalente a la de un ejército de tamaño medio. Es, junto con el Movimiento Amal, la principal expresión política y militar de la comunidad chií del Líbano, uno de los tres grupos religiosos más numerosos del país.
Hezbolá fue creado por clérigos en el Líbano en 1982 como respuesta a la invasión israelí del sur del país, y fue fundado como grupo insurgente que aglutinaba a musulmanes chiitas entrenados, organizados y fundados por un contingente de la Guardia Revolucionaria iraní. Adoptó el modelo desarrollado por el ayatolá Ruhollah Jomeiní tras la Revolución iraní en 1979, y los fundadores del partido adoptaron el nombre de «Hezbolá» que había elegido Jomeiní. Desde entonces, Hezbolá ha desarrollado vínculos estrechos con Irán, país del que Hezbolá recibe armas, capacitación y apoyo financiero. Incluso, la forma en que Irán mostró su apoyo militar al presidente sirio Bashar al-Ásad en contra de los rebeldes fue enviando milicianos de Hezbolá para combatir junto a los soldados sirios. La organización se creó con el apoyo de 1500 instructores de los Cuerpos de la Guardia Revolucionaria Islámica, y agrupó a diversos grupos chiíes libaneses en una organización unificada para resistir a la ocupación israelí del sur de Líbano, entonces en vigor.
Durante la guerra civil libanesa, el manifiesto de Hezbolá de 1985 incluía entre sus objetivos la expulsión de «los estadounidenses, los franceses y sus aliados definitivamente de Líbano, poniendo fin a cualquier entidad colonialista en nuestra tierra», y ha «funcionado con bendición de Siria» desde el final de la guerra. Hezbolá también participó en el conflicto del sur del Líbano de 1985-2000 contra el Ejército del Sur del Líbano (ELS) y las Fuerzas de Defensa de Israel (FDI), y volvió a enfrentarse a las FDI en la guerra del Líbano de 2006. Durante la década de 1990, Hezbolá también organizó voluntarios para luchar por el Ejército de la República de Bosnia y Herzegovina durante la guerra de Bosnia.
Desde 1990, Hezbolá ha participado en la política libanesa, en un proceso que se describe como la libanización de Hezbolá, y posteriormente participó en el gobierno de Líbano y se unió a alianzas políticas. Tras las protestas libanesas de 2006-2008 y el subsecuente conflicto militar de 2008, se formó ese mismo año un gobierno de unidad nacional, en el que Hezbolá y sus aliados de la oposición obtuvieron 11 de los 30 escaños del gabinete, suficientes para otorgarles poder de veto. En agosto de 2008, el nuevo gabinete libanés aprobó por unanimidad una declaración política que reconoce la existencia de Hezbolá como organización armada y garantiza su derecho a «liberar o recuperar las tierras ocupadas» (como las granjas de Shebaa). Hezbolá forma parte de la Alianza del 8 de marzo libanesa, en oposición a la Alianza del 14 de marzo. Mantiene un fuerte apoyo entre los chiíes libaneses, mientras que los suníes no están de acuerdo con su agenda. Hezbolá también cuenta con apoyo en algunas zonas cristianas de Líbano. Desde 2012, la participación de Hezbolá en la guerra civil siria le ha llevado a unirse al gobierno sirio en su lucha contra la Oposición siria, que Hezbolá ha descrito como un complot sionista y una «conspiración wahabí-sionista» para destruir su alianza con Bashar al-Ásad contra Israel. Entre 2013 y 2015, la organización desplegó a sus paramilitares tanto en Siria como en Irak para combatir y entrenar a milicias locales para luchar contra el Estado Islámico. En las elecciones generales libanesas de 2018, Hezbolá ocupó 12 escaños y su alianza ganó las elecciones al obtener 70 de los 128 escaños del Parlamento del Líbano.
Hezbolá no se desarmó tras la retirada israelí del sur de Líbano, contraviniendo la resolución 1701 del Consejo de Seguridad de las Naciones Unidas. A partir de 2006, la fuerza militar del grupo creció significativamente, hasta el punto de que su ala paramilitar llegó a ser más poderosa que el propio ejército libanés. Se ha descrito a Hezbolá como un «Estado dentro del Estado», y se ha convertido en una organización con escaños en el gobierno libanés, una emisora de radio y una cadena de televisión por satélite, servicios sociales y despliegue militar de combatientes a gran escala más allá de las fronteras libanesas. El grupo recibe actualmente entrenamiento militar, armas y apoyo financiero de Irán y apoyo político de Siria, aunque el carácter sectario de la guerra siria ha dañado la legitimidad del grupo. En 2021, Nasralá afirmó que el grupo contaba con 100 000 combatientes.
Hezbolá empezó a disparar cohetes contra Israel en apoyo de Gaza el 8 de octubre de 2023, un día después de que militantes de Hamás lanzaran un ataque sin precedentes contra Israel. A partir de entonces, Hezbolá e Israel han sostenido ataques mutuos a través de las fronteras que han escalado gradualmente y desplazado a miles de civiles a ambos lados de la frontera. En medio de este conflicto, Nasralá murió en un ataque israelí en Beirut el 27 de septiembre de 2024. En octubre de 2024, el entonces subsecretario general de la organización, Naim Qassem, fue elegido como jefe y secretario general del grupo armado.
Varios países, así como la Unión Europea, han designado organización terrorista a toda la organización o sólo a su ala militar. Los Estados Unidos califican a Hezbolá de organización terrorista desde 1997. La Unión Europea considera a su brazo armado como una organización terrorista. Otros países que le consideran terrorista incluyen Argentina, Australia, Canadá, Reino Unido, Países Bajos, Francia, Israel, Baréin, el Consejo de Cooperación para los Estados Árabes del Golfo y Egipto. Por el contrario, parte de los gobiernos del mundo árabe, incluida la Liga Árabe, consideran a Hezbolá un movimiento de resistencia legítimo.

## Historia

### Orígenes
Hezbolá se originó en la comunidad chií del Líbano, que ha vivido allí durante más de 1000 años. Según la CIA, se estima que los chiíes aglutinan al 41 % de la población libanesa. Después de que Líbano obtuviera su independencia el 22 de noviembre de 1943 y el Ejército francés retirara sus soldados del país en 1946 el Pacto Nacional del Líbano, que es un acuerdo teórico y no oficial, ha asignado la Presidencia del Parlamento a los chiíes en el reconocimiento de la importancia demográfica y política, pero siguen estando social y económicamente marginados.
En 1982, Hezbolá fue concebido por clérigos musulmanes y financiado por Irán principalmente para enfrentar la invasión israelí del Líbano. Sus líderes eran seguidores de Ruhollah Jomeiní, y sus fuerzas fueron entrenadas y organizadas por un contingente de 1 500 miembros de la Guardia Revolucionaria Islámica que llegaron de Irán con permiso del gobierno sirio, que para la época ocupaba las tierras montañosas del este del Líbano. El gobierno sirio permitió el tránsito de las tropas iraníes a una base en el valle de la Becá que estaba en manos sirias en ese momento.
No hay consenso entre los académicos respecto a cuándo Hezbolá se convirtió en una entidad distinta. Diversas fuentes afirman que la formación oficial del grupo ocurrió ya en 1982, mientras que Díaz y Newman mantienen que Hezbolá siguió siendo una amalgama de varios extremistas chiitas violentos hasta incluso 1985. Según otra versión, fue conformado por seguidores del clérigo Ragheb Harb, un líder de la resistencia chiita en el sur que fue asesinado por Israel en 1984. Independientemente de cuándo empezó a usarse el nombre de manera oficial, varios grupos chiitas fueron lentamente asimilados dentro de la organización, tales como la Organización Yihad islámica, la Organización de los oprimidos en la tierra, y la Organización de justicia revolucionaria. Todos estos nombres son considerados sinónimos de Hezbolá por los Estados Unidos, Israel y Canadá.

Según Robert Fisk y el general israelí Shimón Shapira, la fecha del 8 de junio de 1982, dos días después de la invasión israelí del Líbano, cuando 50 militantes chiitas emboscaron un convoy blindado de las Fuerzas de Defensa de Israel en Khalde, al sur de Beirut, es considerada por Hezbolá como el mito fundador de la Resistencia islámica en el Líbano, el ala militar del grupo. Fue en esta batalla, demorando el avance israelí a Beirut por seis días, que el futuro jefe militar de Hezbolá Mustafá Badreddine se ganó su reputación como un comandante serio. De acuerdo con Shapira, los soldados chiitas precariamente armados lograron capturar un vehículo blindado israelí ese día y lo desfilaron en la base de operaciones avanzada de la Guardia Revolucionaria en Baalbek, este del Líbano. Al respecto, Fisk escribe que:
En Khalde, un fenómeno extraordinario había tomado forma. Los milicianos chiítas corrían a pie hacia el fuego israelí para lanzar granadas hacia la armadura israelí, llegando de hecho hasta seis metros de los tanques para abrir fuego contra ellos. Alguno de los soldados chiítas habían rasgado pedazos de tela de sus camisas y se los habían envuelto alrededor de la cabeza como bandas de martirio, tal y como lo habían estado haciendo los soldados de la Guardia Revolucionaria iraní un año atrás cuando orquestaron sus primeros ataques masivos contra los iraquíes en la Guerra del Golfo a más de mil quinientos kilómetros al este. Cuando prendieron fuego a un vehículo blindado israelí, los hombres armados se envalentonaron a avanzar aún más. NInguno de nosotros, creo, se dio cuenta de la importancia crítica de los acontecimientos en Khalde esa noche. Los chiíes libaneses estaban aprendiendo los principios del martirio y poniéndolos en práctica. Nunca antes habíamos visto a estos hombres usar cintas en sus cabezas así; creíamos que era otro fingimiento miliciano, pero no lo era. Era el comienzo de una leyenda que contenía también un fuerte elemento de verdad. Los chiítas eran ahora la resistencia libanesa, nacionalista sin duda alguna pero también inspirada por su religión. El partido de Dios—en árabe, el Hezbolá—estuvo en las playas de Khalde esa noche.

### Década de 1980
Hezbolá emergió en el sur del Líbano durante una consolidación de milicias chiitas como rival al Movimiento Amal más antiguo. Hezbolá jugó un papel importante en la guerra civil libanesa, oponiéndose a tropas estadounidenses en 1982 y 1983, y oponiéndose a Amal y a Siria durante la Guerra de los Campos de 1985 a 1988. Sin embargo, el objetivo temprano y principal de Hezbolá era poner fin a la ocupación israelí del sur del Líbano, tras la invasión israelí de 1982 y el asedio de Beirut. Amal, el principal grupo político chiita libanés, inició una guerra de guerrillas. En 2006, el ex primer ministro israelí Ehud Barak afirmó, «Cuando entramos al Líbano... no había Hezbolá. Los chiítas del sur nos aceptaron con arroz perfumado y flores. Fue nuestra presencia allí lo que creó a Hezbolá».
Hezbolá libró una guerra asimétrica usando ataques suicidas contra las Fuerzas de Defensa de Israel y objetivos israelíes fuera del Líbano. Hezbolá tiene la reputación de haber sido uno de los primeros grupos de resistencia islámicos en el Medio Oriente en usar las tácticas de atentados suicidas, capturas de soldados extranjeros, así como asesinatos y secuestros de vehículos y aviones. Hezbolá también empleaba tácticas y armamentos militares más convencionales, especialmente cohetes Katiusha y otros misiles. Al final de la guerra civil libanesa en 1990, a pesar de los Acuerdos de Taif (1989) que pedía la «desarticulación de todas las milicias libanesas y no libanesas», Siria, que controlaba el Líbano en ese momento, permitió a Hezbolá mantener su arsenal y controlar áreas chiitas a lo largo de la frontera con Israel. Hezbolá es la única milicia que operaba en el Líbano y que no se desarmó tras los Acuerdos de Taif, que pusieron fin a quince años de guerra civil.

### Después de 1990
A principios de 1990 se sometió a lo que varios observadores han calificado como proceso de «libanización», que se refleja en la aceptación de un Líbano multiconfesional, el acercamiento con una variedad de fuerzas no islamistas, la participación en la política electoral y un énfasis en proveer para el bienestar social de su circunscripción chií. Esta tendencia se expresó en términos religiosos, así como estratégicos.
En 1992 decidió participar en las elecciones libanesas y Alí Jamenei, líder supremo de la República Islámica de Irán, apoyó la decisión. Hezbolá ganó en las 12 circunscripciones en las que se presentó. Para el final de ese año Hezbolá comienza a dialogar con los cristianos libaneses.
En 1997 formó una Brigada Libanesa multiconfesional para luchar contra la ocupación de Israel, en un intento de revivir la Resistencia Nacional y secular contra el Estado hebreo, marcando así la «Libanización de la Resistencia».

### Hezbolá después de la retirada israelí

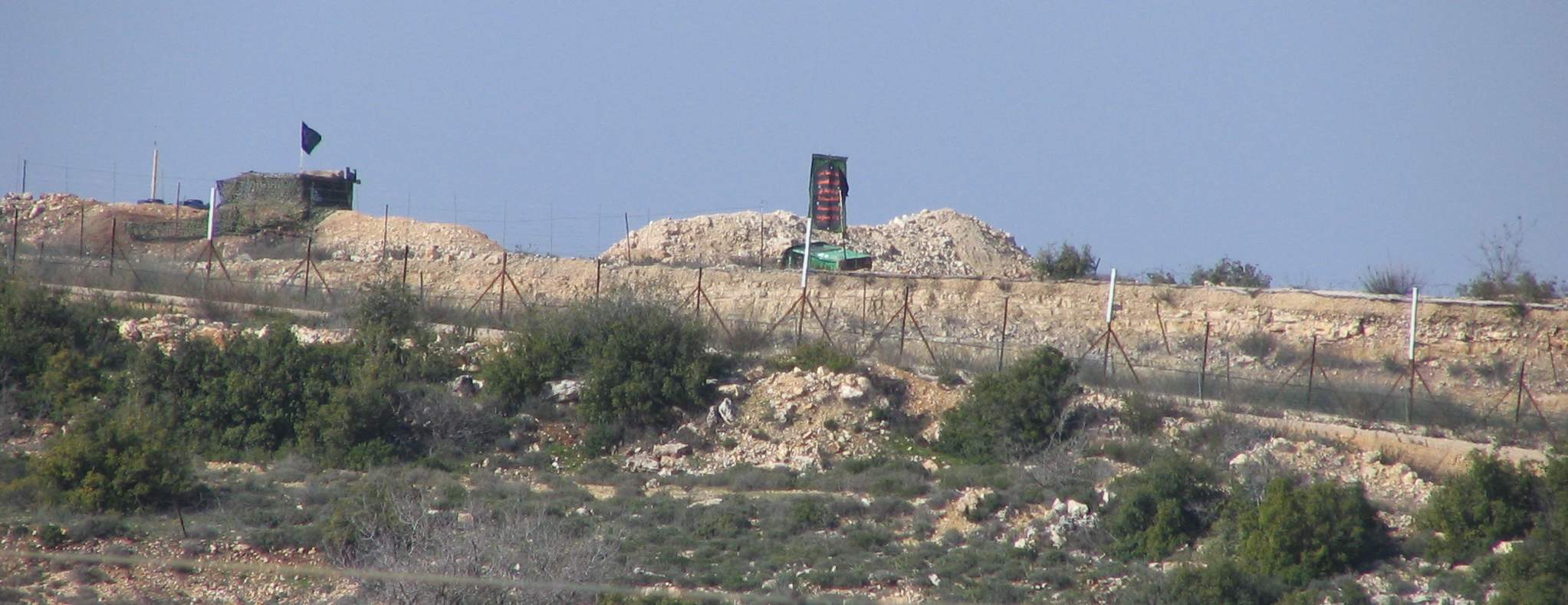
Puesto avanzado de Hezbolá cerca de la frontera israelí. Este pequeño puesto avanzado fue construido después de la retirada israelí.

El 25 de mayo de 2000, Israel retiró unilateralmente sus tropas del Líbano a la frontera israelí acordada por la ONU, tras dieciocho años de ocupación, y su retirada fue certificada in situ por la ONU como completa. Líbano y Siria reclaman que las Granjas de Shebaa, una pequeña área fronteriza de 20 km², son territorio libanés ocupado a pesar de la decisión de la ONU, y sobre esa base Hezbolá ha seguido enfrentándose a las fuerzas israelíes en esa zona. La ONU reconoce las Granjas de Shebaa como parte de los Altos del Golán, y por lo tanto territorio sirio (y no libanés, aunque ambos países lo niegan) ocupado por Israel desde la guerra de los Seis Días de 1967.
La no devolución de estos territorios fue la razón esgrimida por Hezbolá para no desarmarse. La retirada israelí se interpretó en medios islamistas como una victoria de Hezbolá e hizo que aumentase su popularidad entre los musulmanes libaneses. Inmediatamente después Hezbolá penetró en la zona desalojada por el Tsahal, provocó la caída de la milicia cristiano-falangista libanesa y del proisraelí Ejército del Sur del Líbano (SLA), y mantuvo desde la frontera su hostigamiento militar hacia Israel pese a que, en septiembre de 2004, el Consejo de Seguridad de Naciones Unidas adoptó la Resolución 1559, auspiciada por Francia, que instaba al desmantelamiento de todas las milicias armadas que operaban en Israel, resolución que ha incumplido repetidamente el Gobierno Israel en el caso de Palestina.[cita requerida]
El papel de Hezbolá en la retirada israelí del sur del Líbano le ganó a la organización gran respeto dentro del Líbano y el mundo árabe e islámico en general, particularmente entre la gran comunidad chiita del país. El presidente maronita del Líbano, Émile Lahoud, dijo: «Para nosotros los libaneses, y puedo decirles que para la mayoría de los libaneses, Hezbolá es un movimiento de resistencia nacional. Si no fuera por ellos, no habríamos podido liberar nuestra tierra. Y por eso tenemos una gran estima por el movimiento Hezbolá».
Después de que las fuerzas israelíes abandonaron el sur del Líbano en 2000, Hezbolá brindó defensa militar a la zona. Algunos sugieren que el gobierno libanés ha considerado en ocasiones a Hezbolá como el ejército del sur del Líbano. Sin embargo, desde el verano de 2006, fuerzas de paz extranjeras y tropas del ejército libanés han también estado estacionadas en el sur. El entonces primer ministro Fouad Siniora afirmó que «la continua presencia de la ocupación israelí de tierras libanesas en la región de las Granjas de Shebaa es lo que contribuye a la presencia de armas de Hezbolá. La comunidad internacional debe ayudarnos a (lograr) una retirada israelí de las Granjas de Shebaa para que podamos resolver el problema de las armas de Hezbolá». Hezbolá afirma que la retirada de Israel del sur del Líbano demuestra que el Estado judío sólo entendía el lenguaje de la resistencia. Defiende su derecho a mantener sus armas como elemento disuasorio contra ataques israelíes, para liberar la disputada zona fronteriza de las Granjas de Shebaa, que está ocupada por Israel.

### Década de 2000
Hezbolá capturó a dos soldados israelíes en julio de 2006 en un ataque a través de la frontera, tras lo cual Israel lanzó un masivo ataque por aire, mar y tierra contra el Líbano. En medio de estos ataques, la casa y oficinas de Nasralá además de gran parte de la infraestructura del grupo fueron destruidos, junto con gran parte del sur del Líbano y los suburbios de Beirut en el sur. Hezbolá disparó alrededor de 4 000 cohetes a Israel, y tras 34 días de combates—en los cuales murieron más de 1 200 personas en el Líbano (en su mayoría civiles) y 159 en Israel—se declaró una tregua, que Nasralá llamó una «victoria divina» sobre Israel.
Nasralá fue a la vez celebrado por haber hecho frente al ejército israelí y criticado por haber provocado el estallido de esa guerra. Posteriormente, Nasralá expresó arrepentimiento por estos hechos, afirmando en una entrevista televisiva que Hezbolá no había esperado «siquiera un uno por ciento» que la captura de los soldados israelíes «llevaría a una guerra de esta magnitud».
En mayo de 2008, la reputación de Hezbolá sufrió un revés cuando sus soldados se tomaron por la fuerza gran parte del oeste de Beirut, apuntando sus armas contra enemigos libaneses locales cuando el gobierno libanés tomó medidas en contra de la red privada de telecomunicaciones del grupo.
Un Tribunal de La Haya, respaldado por las Naciones Unidas, condenó in absentia a tres miembros de Hezbolá a cinco cadenas perpetuas consecutivas por el asesinato en 2005 del ex-primer ministro libanés Rafiq Hariri. Hezbolá ignoró a la corte y repetidamente negó que sus miembros hubieran participado en el ataque suicida masivo en el que murieron Hariri y otras 21 personas.

### Participación en la guerra civil siria
Hezbolá ha jugado un papel clave durante las guerras subsidiarias Irán-Israel e Irán-Arabia Saudita como un brazo estratégico de Irán en la región, como resultado de lo cual algunos de sus convoyes fueron atacados en Siria y en la frontera sirio-libanesa, presuntamente por las fuerzas militares israelíes. Desde el comienzo de la fase de insurgencia armada de la guerra civil siria en 2011 Hezbolá ha estado fuertemente involucrada, involucramiento que se convirtió en apoyo activo a las fuerzas gubernamentales sirias del presidente Bashar al-Ásad y despliegue de tropas a partir de 2012. Para 2014, Hezbolá estaba desplegado a través de toda Siria. Hezbolá también ha estado muy activo en evitar la penetración del Frente Al-Nusra y el Estado Islámico al Líbano, convirtiéndose en una de las fuerzas más activas en la extensión de la guerra civil siria al Líbano, cuando opositores y defensores de la República Árabe Siria empezaron a enfrentarse en territorio libanés. El conficto sirio atizó un resurgimiento de la violencia sectaria en el Líbano, con muchos de los musulmanes sunitas libaneses apoyando a los rebeldes en Siria, mientras que muchos de los musulmanes chiitas libaneses apoyaban el gobierno de al-Ásad. Grupos sunitas lanzaron ataques terroristas contra objetivos de Hezbolá en el Líbano, tras los ataques de Hezbolá sobre los rebeldes sunitas en Siria.
La imagen de Hezbolá en el mundo árabe—particularmente en Siria y el Líbano—se vio enormemente mancillada a raíz de sus actividades sectarias a lo largo del curso de la guerra civil siria, cuando el mundo árabe condenó a al-Ásad al ostracismo. Importantes líderes religiosos y activistas, tanto sunitas como chiitas, han condenado a Hezbolá por estas acciones, y muchos de sus antiguos partidarios se convirtieron en fervientes opositores debido a su posición en Siria. En particular, el clérigo chiita Subhi al-Tufaylí, fundador de Hezbolá y su principal arquitecto durante la década de 1980, denunció ferozmente a Hezbolá por abandonar sus principios fundacionales y acusó a la organización de servir a las ambiciones hegemónicas de Irán y Rusia.
Junto con Rusia e Irán, Hezbolá jugó un papel central en ayudar a al-Ásad a mantenerse en el poder y a recuperar con el tiempo el territorio perdido en los primeros años del conflicto.

### Participación en la Guerra Israel-Gaza
El 7 de octubre de 2023, la organización política y paramilitar palestina Hamás lanzó un ataque sin precedentes en el sur de Israel, en el curso del cual asesinaron alrededor de 1 200 personas y tomaron a otras 250 como rehenes, desencadenando una de las campañas militares más destructivas en la historia moderna, que ha incluido bombardeos aéreos de parte de Israel, así como una invasión por tierra de la Franja de Gaza en la que han muerto decenas de miles de palestinos.
La popularidad de Hezbolá entre los árabes creció de nuevo cuando salió en defensa de Hamás, abriendo un frente contra las fuerzas israelíes a lo largo de la frontera israelí-libanesa apenas un día después del ataque de Hamás. En junio de 2024, Nasralá advirtió a Israel que Hezbolá tenía nuevas armas y capacidades militares, y que tenía ahora un número mucho más grande de soldados que la cifra de 100 000 soldados que había dado tres años antes.
En septiembre de 2024 se produjo una escalada significativa del conflicto, que inició con la explosión masiva de buscapersonas, walkie talkies y radios en manos de miltantes de Hezbolá en el Líbano y en Siria, a lo que siguió un número de ataques aéreos israelíes diarios que incluyeron el asesinato de altos comandantes de Hezbolá, como Ibrahim Akil y Fuad Shukr. El 27 de septiembre de 2024, las Fuerzas de Defensa de Israel, lanzaron una ataque masivo contra Beirut, donde según Israel se encontraban los «cuarteles centrales» de Hezbolá. Al día siguiente el ejército israelí afirmó que en el ataque había sido de baja Nasralá, noticia que fue confirmada poco después por la organización misma. En el ataque también murieron otros oficiales de alto rango de Hezbolá, incluyendo a Ali Karaki, comandante del Frente Sur de Hezbolá, así como el brigadier general iraní Abbas Nilforoushan, jefe diputado de operaciones de la Guardia Revolucionaria Iraní y comandante de la Fuerza Quds en el Líbano.

## Ideología

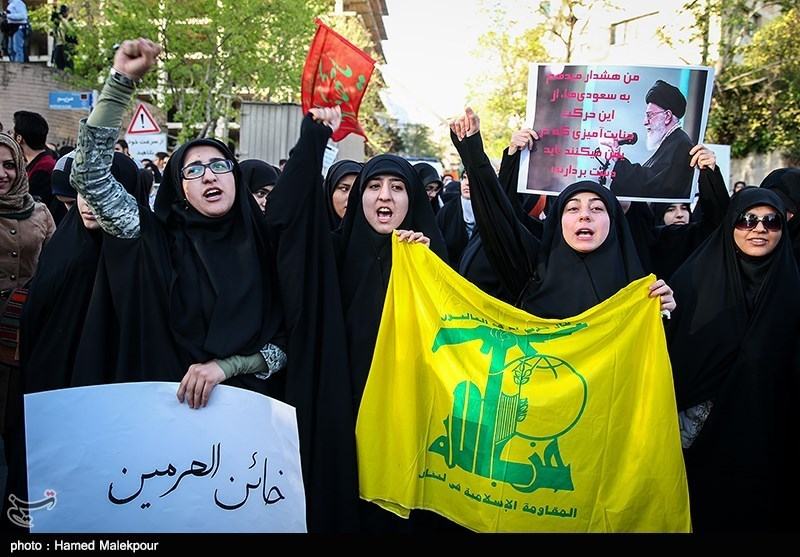
Bandera de Hezbolá en una protesta contra Arabia Saudita en Teherán, (Irán) en 2015

La ideología de Hezbolá ha sido resumida como radicalismo chií. Hezbolá sigue la teología chií islámica desarrollada por el líder iraní ayatolá Ruhollah Jomeiní. Hezbolá se formó en gran parte con la ayuda de los seguidores de Jomeini a principios de la década de 1980 para difundir la Revolución islámica y sigue una versión distinta de la ideología chií islámica (Wilayat al-faqih o Tutela de los Juristas Islámicos) desarrollada por Jomeiní, que fue el líder de la Revolución islámica en Irán.
En 1985 Hezbolá hace público su primer manifiesto, describiendo su ideología y objetivos, entre los cuales preconizaba la implantación de una República Islámica en el Líbano, objetivo que es redefinido en su segundo manifiesto, de 2009, en el cual, además de omitir toda referencia al establecimiento de un orden islámico en ese país, la organización, establece como meta el establecimiento de una democracia mayoritaria y secular.

### La Carta Abierta a los Oprimidos del Líbano y el Mundo
Se le considera el texto fundacional de Hezbolá, bajo el nombre de Al-Nass Al-Harfi Al-Kamil li-Risalat Hizbullah ila al-Mustad‘afinin (Texto Original completo de la Carta Abierta de Hezbolá a los Oprimidos). El documento fue publicado en al-Ahd, el periódico del Partido el viernes 22 de febrero de 1985. La Carta Abierta había sido leída en la mezquita de Uza’i el 16 de febrero de 1985 por Sayyid Ibrahim Amin al-Sayyid, portavoz del partido. La fecha de este discurso data del aniversario de la muerte de Ragheb Harb, clérigo que motivaba a la comunidad chiita de Jibsheet a levantarse contra Israel, quien fue asesinado por el ejército israelí en 1984.
La Carta Abierta fue impresa a modo de folleto que tenía en su portada la foto de Ragheb Harb y en su contraportada al Ayatolá Jomeini. El manifiesto contaba con 25 apartados que trataban sobre: la identidad de Hezbolá, su ideología, sus principales objetivos, a quienes consideraba sus enemigos (énfasis en Israel y EE. UU.) y aliados (a quienes luchen contra sus enemigos), una invitación a los cristianos a convertirse al Islam, una crítica al régimen político confesional, la propuesta del Islam como sistema de gobierno, reprobación a los países árabes alineados a EE. UU., motivación a los ulemas en la dirigencia de la comunidad musulmana, entre otros temas. La importancia de este documento radica que a partir de su publicación, Hezbolá pasa de tener sus actividades de resistencia en secreto hacia un trabajo en la esfera pública.
Los cuatro objetivos que Hezbolá establece en su Carta Abierta son:
1. Expulsar a Israel del Líbano y posteriormente eliminarlo
2. Expulsar a franceses, estadounidenses y sus aliados del Líbano para eliminar la influencia colonial en el país
3. Someter a los falangistas a un juicio justo por todos los crímenes perpetrados hacia musulmanes y cristianos
4. Permitir a la población el derecho a la autodeterminación para elegir libremente un sistema político al que ellos aspiran, invitando a acoger el sistema islámico como sistema de gobierno para asegurar la justicia y dignidad de todos, previniendo la injerencia de cualquier país colonial.

En la Carta Abierta, Hezbolá se identifica con los oprimidos del mundo y hace un llamado para luchar en conjunto contra los opresores del mundo, identificados en EE. UU. y los países colonizadores. Esto se hace evidente en su texto al expresar:

Respecto a Líbano y Palestina, estamos comprometidos principalmente en enfrentar a los Estados Unidos porque tiene la mayor influencia entre las potencias coloniales del mundo, y también Israel, que es el producto del sionismo mundial los destruiremos para nuestro futuro califato soñado

### El manifiesto de Hezbolá
El 30 de noviembre de 2009 Hasán Nasralá, secretario general de Hezbolá, anunció un nuevo manifiesto político que fue aprobado durante la conferencia general del partido. El documento, de 32 páginas, aborda cuestiones que van desde el sistema político libanés, pasando por las armas de la organización, la cuestión de Palestina y las relaciones del Líbano a nivel internacional. Este nuevo manifiesto contiene lenguaje que resta importancia a la retórica islamista y se centra más en la integración en su comunidad.
Contrariamente al manifiesto fundacional de 1985, el nuevo documento omite toda referencia al establecimiento de una República Islámica en el Líbano, país con una considerable población cristiana.
Además, el nuevo manifiesto pide la sustitución del sistema consensual de controles y equilibrios confesionales, por una democracia mayoritaria y secular.

El principal problema en el sistema político libanés, que impide su reforma, desarrollo y constante puesta al día es el sectarismo político. 
 El hecho de que el sistema político libanés fuera establecido sobre una base sectaria constituye en sí mismo una fuerte restricción a los logros de la auténtica democracia, en los que una mayoría electa pueda gobernar y una minoría pueda ejercer la oposición, abriendo la puerta a una auténtica alternancia en el poder entre la coalición pro-gubernamental y la oposición. De este modo, la abolición del sectarismo es la condición básica para la implementación de la regla de la mayoría y la minoría. 
 Sin embargo y hasta que los libaneses puedan alcanzar a través de su diálogo nacional este sensible e histórico logro, que es la abolición del sectarismo político, y dado que el sistema político libanés descansa sobre unas bases de tipo sectario, la democracia consensual continuará siendo la base fundamental de gobierno en Líbano porque ella plasma el espíritu de la Constitución y la esencia de la convivencia recogida en la Carta. 
 De aquí, cualquier enfoque sobre los temas nacionales basado en la ecuación de la mayoría y la minoría habrá de esperar a que se den las condiciones históricas y sociales que permitan el ejercicio de una democracia efectiva en la que el ciudadano tenga valor en sí mismo. Entretanto, los libaneses vivirán juntos en dignidad y con iguales derechos y obligaciones, lo que requiere una cooperación constructiva con el fin de consolidar el principio de la auténtica asociación, que constituye la fórmula más apropiada para proteger la diversidad y estabilidad tras una era de inestabilidad causada por las diferentes políticas basadas en la tendencia hacia el monopolio del poder y la exclusión. 
La democracia consensual constituye una fórmula apropiada para garantizar la auténtica asociación y contribuye a abrir las puertas para que todo el mundo participe en la fase de construcción del estado garante.
 Nuestra visión del Estado que queremos construir juntos en Líbano está representado por un Estado que preserve las libertades públicas; un Estado que busque la unidad nacional; un Estado que proteja la tierra, al pueblo y la soberanía del país; un Estado que tenga un ejército nacional, fuerte y preparado; un Estado que esté estructurado sobre la base de instituciones modernas, efectivas y que promuevan la cooperación, un Estado que esté comprometido con la aplicación de las leyes a todos los ciudadanos sin distinción; un Estado que garantice una representación parlamentaria correcta y justa sobre la base de una moderna ley electoral que permita a los votantes escoger sus representantes sin verse afectados por presiones; un Estado que dependa de personas cualificadas con independencia de cuáles sean sus creencias religiosas y que establezca mecanismos para la lucha contra la corrupción en la Administración; un Estado que disponga de un Poder Judicial independiente y no politizado; un Estado cuya economía promueva los sectores productivos y trabaje para fortalecerlos, en especial la agricultura y la industria; un Estado que aplique el principio de desarrollo equilibrado entre todas las regiones; un Estado que cuide a sus ciudadanos y les suministre los servicios adecuados; un Estado que se ocupe de la joven generación y ayude a los jóvenes a desarrollar sus energías y talentos; un Estado que trabaje para consolidar el papel de las mujeres en todos los niveles; un Estado que se ocupe de la educación y trabaje para mejorar las escuelas y universidades oficiales y aplique el principio de la escolaridad obligatoria; un Estado que adopte un sistema descentralizado; un Estado que trabaje duro para frenar la emigración y un Estado que cuide a sus ciudadanos en todo el mundo y les proteja y se beneficie de sus conocimientos y posiciones para servir a la causa nacional.
 El establecimiento de un Estado basado en estas especificaciones y requisitos es un objetivo para nosotros del mismo modo que para todo libanés honesto y sincero. En Hezbollah realizaremos todos los esfuerzos posibles, en cooperación con las fuerzas políticas y sociales, para lograr este noble objetivo nacional.
Capítulo 2 - «Líbano«
Sección 3 - «El Estado y el sistema político»
Manifiesto de Hezbolá

El nuevo manifiesto afirma que los Estados Unidos e Israel continúan siendo los principales enemigos de Hezbolá. Además, se elimina la posibilidad de un debate abierto sobre su derecho a portar armas.

El papel de la Resistencia es una necesidad nacional mientras las amenazas y ambiciones israelíes continúen. Así pues y en ausencia de un equilibrio estratégico entre el Estado libanés y el enemigo, la amenaza israelí obliga a Líbano a adoptar una estrategia defensiva que depende de una resistencia popular que participe en la defensa del país y de un ejército que preserve la seguridad del mismo, en un esfuerzo complementario que ha demostrado tener éxito en la fase anterior.
 Esta fórmula, desarrollada desde dentro de la estrategia defensiva, constituye un paraguas de protección para Líbano, especialmente después del fracaso de distintas opciones basadas en otros «paraguas», ya sean internacionales o árabes, o en las negociaciones con el enemigo. La adopción del camino de la Resistencia en Líbano logró liberar la tierra, restaurar las instituciones del Estado y proteger la soberanía. Después de eso, los libaneses están determinados a salvaguardar y mantener este modelo porque el peligro israelí amenaza a Líbano en todos sus componentes, lo que requiere la participación libanesa más amplia posible en lo que se refiere a la asunción de las responsabilidades de defensa.
 Finalmente, el éxito de la experiencia de la Resistencia en la lucha contra el enemigo y el fracaso de todos los complots y planes para eliminar el movimiento de resistencia, aislarlo o incluso desarmarlo, unidos a la continuación de la amenaza israelí contra Líbano, obliga a la Resistencia a hacer todo lo que esté en su mano para reforzar sus capacidades y consolidar su fuerza con el fin de asumir sus responsabilidades nacionales y liberar el territorio que queda bajo ocupación israelí -las Granjas de Shebaa, las Colinas de Kfarshuba y la localidad libanesa de Gayar-, así como lograr la liberación de todos los detenidos, conocer el paradero de los desaparecidos y recuperar los cuerpos de los mártires.
Capítulo 2 - «Líbano«
 Sección 2 - «La resistencia»
Manifiesto de Hezbolá

## Secretarios generales
Lista parcial de secretarios generales de Hezbolá desde 1989:
- Subhi al-Tufayli, 1989-1991.
- Abbas al-Musawi, 1991-1992.
- Hasán Nasralá, 1992-2024.
- Naim Qassem, 2024-presente

## Actividad política
Junto con el Movimiento Amal, Hezbolá es uno de los dos principales partidos que representan a la comunidad chií libanesa, uno de los bloques religiosos más numerosos del país. Amal se ha comprometido a llevar a cabo sus actividades a través de medios políticos, pero sigue siendo una fuerza de combate parcial que ayudará a Hezbolá cuando surja la necesidad.[cita requerida]

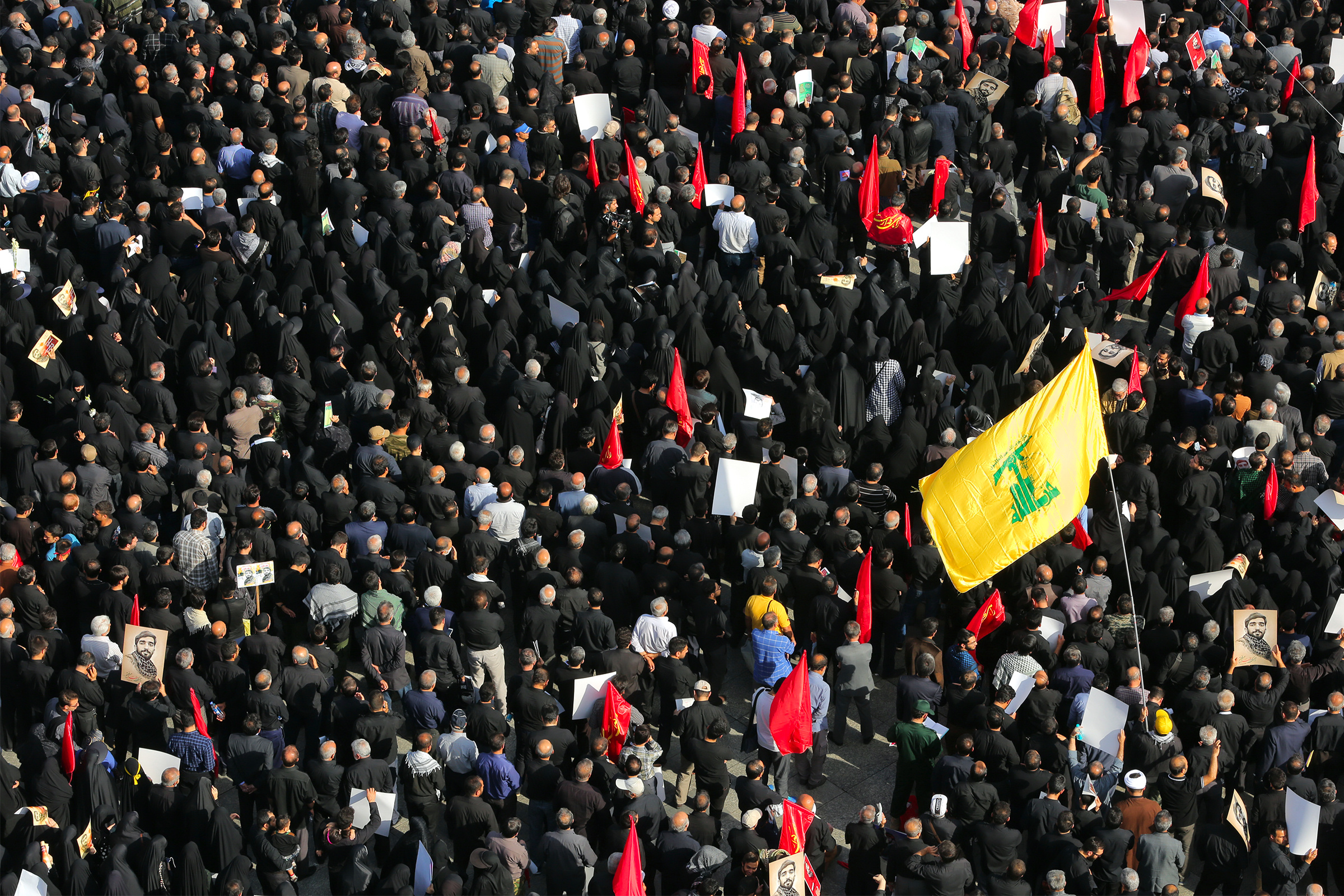
Participantes en el funeral de Mohsen Hojaji en Teherán (Irán) en septiembre de 2017 portan una bandera de Hezbolá.

Hezbolá cuenta con un fuerte apoyo entre los cristianos libaneses. En particular, es aliado con varios formaciones netamente cristianas o, aunque laicas, cuentan con una membresía mayoritariamente cristiana: el Movimiento Marada, el Movimiento Patriótico Libre, el Partido Social Nacionalista Sirio y la Federación Revolucionaria Armenia.

### Medios de comunicación
Hezbolá dispone de un canal de televisión por satélite llamado Al-Manar, que emite desde el Líbano en: árabe, inglés, español, francés y hebreo. La mayor parte de su programación son mensajes antisionistas y que fomentan la resistencia desde la ideología chií. En Francia ha sido declarado ilegal por «transmitir imágenes racistas, antisemitas e incitadoras de violencia». La UE respaldó esa decisión impidiendo la repetición de la señal de Al-Manar por parte de los satélites europeos, en aplicación de la norma europea contra la «incitación al odio racial y/o religioso».

## Actividad militar
Hezbolá tiene actividades militares conocidas bajo el nombre de al-Muqawama al-Islamiya fi Lubnan ("Resistencia Islámica en el Líbano"), y es donante potencial de otros grupos como the Organization of the Oppressed, the Revolutionary Justice Organization (en español: la Organización de los Oprimidos, la Organización de la Justicia Revolucionaria), the Organization of Right Against Wrong (en español: Organización de derechos contra lo Incorrecto) y Followers of the Prophet Muhammad (en español: Seguidores del Profeta Mahoma).

### Fuerza armada

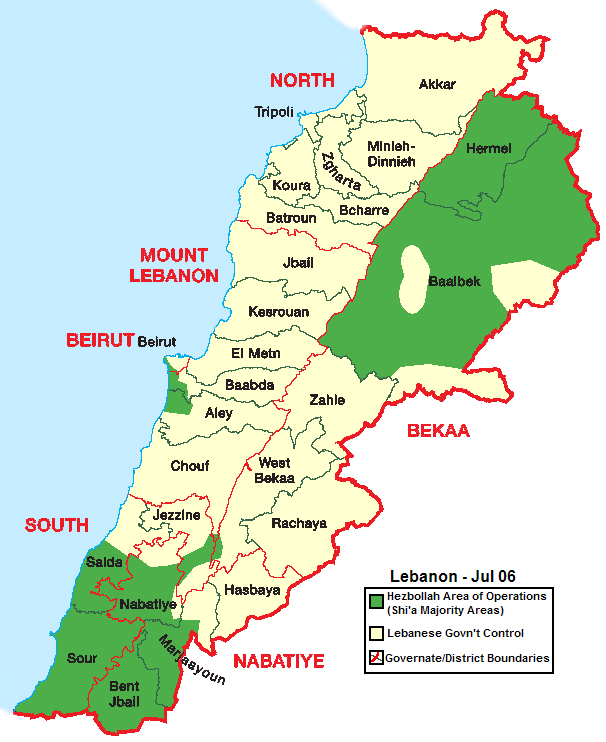
Áreas del Líbano de mayoría chií en verde, donde Hezbolá cuenta con una mayor presencia.

Hezbolá es un verdadero ejército[cita requerida] en el Líbano, pues dispone de armamento pesado, incluidos algunos blindados, cohetes de artillería tierra-tierra de largo alcance Al-Fajr 3 (240 mm) y Al-Fajr 5 (333 mm), misiles Toophan (versiones de los últimos misiles contracarro estadounidenses TOW que frente a los TOW convencionales guiados por un hilo conectado al lanzador éstos están guiados por radio, lo que les da mayor alcance), misiles antibuque C-802 (producidos por China, suministrados por Irán) utilizados en la Segunda Guerra del Líbano (julio de 2006), uno de ellos dañaron la corbeta israelí INS Hanit (503) Sa'ar 5 y causaron la muerte de 4 soldados de la marina de Israel. Otro fue disparado hacia un barco carguero de bandera camboyana, marineros egipcios del carguero fueron rescatados por otro barco comercial y al poco tiempo después se hundió. Misiles sirios de 220 mm de alcance medio y unas 13.000 piezas de artillería ligera, además de aviones no tripulados Mahajer-4 de fabricación iraní. Tras la retirada de las tropas sirias del Líbano en 2005, Hezbolá ha quedado como principal grupo armado en la zona suroriental, ocupando el vacío de poder que el escaso despliegue del Ejército libanés deja a lo largo de las fronteras con Siria e Israel.
Su mayor ofensiva fue un doble ataque suicida con camión bomba en Beirut el 23 de octubre de 1983, en el que acabaron con la vida de 241 marines estadounidenses y 58 paracaidistas franceses. Ese mismo año, y con apoyo de Siria, consiguieron hacer frente al Ejército israelí, hecho que volvieron a repetir en el verano de 2006 empleando 3000 efectivos en el campo de batalla, pertenecientes a la denominada brigada Nasr ("victoria" en árabe).
Hezbolá afirma tener un arsenal de por lo menos 33.000 cohetes. Los cohetes Katyusha fueron las principales armas ofensivas utilizadas por Hezbolá en la Guerra del Líbano de 2006, en la que dispararon unos 3970 cohetes contra Israel desde el sur del Líbano causando la muerte de, al menos, 42 civiles y 12 soldados en los 34 días que duró el conflicto, acabando el 14 de agosto de 2006.

### Guerra del Líbano de 2006
En julio de 2006 efectivos de Hezbolá tendieron una emboscada a dos patrullas israelíes en la frontera, matando a 8 soldados israelíes y capturando a otros dos. Este hecho fue considerado un acto de guerra por Israel, que desencadenó en represalia la mayor ofensiva del Tsahal desde la Guerra del Líbano de 1982.
Tras la guerra, que causó la muerte de 1200 chiíes simpatizantes de Hezbolá, 440 efectivos de Hezbolá y 120 soldados israelíes, según las FDI, se volvió a las fronteras anteriores a la guerra y, tras el alto el fuego estipulado por la Resolución 1701 del Consejo de Seguridad de las Naciones Unidas se aprobó el envío de cascos azules a la zona.
El 16 de julio de 2008 se realizó un intercambio de prisioneros entre Israel y Hezbolá, en el cual la organización político-militar entregó primero dos ataúdes con los cadáveres de los soldados israelíes Ehud Goldwasser y Eldad Regev y posteriormente Israel entregó a 5 presos, entre ellos Samir Kuntar, perpetrador del ataque de Nahariya de 1979, y 197 cadáveres de combatientes.

### Guerra contra el Estado Islámico
Desde 2012 Hezbolá ha intervenido en la guerra civil siria a favor de las fuerzas gubernamentales.
En octubre de 2015, miembros de Hezbolá fueron enviados a Siria, junto a efectivos iraníes, para combatir junto a los soldados del Ejército Árabe Sirio para luchar en la Guerra contra el Estado Islámico.
Según el diario libanés The Daily Star, Hezbolá habría bombardeado a los rebeldes antes de lanzarse en dicha ofensiva terrestre, transgrediendo así la posición neutral sostenida por Líbano.

## Organizaciones subordinadas
- Bayt al-Mal
- Jihad Al Binna
- Islamic Resistance Support Organization
- Exploradores del Imán al-Mahdi

## Ataques contra miembros de Hezbolá
Hezbolá ha sido blanco de ataques con bombas y secuestros:
- En 1985, el líder de Hezbolá Mohamed Husein Fadlalá, acusado por el atentado contra la embajada de Estados Unidos en el Líbano de 1983, fue blanco de un coche bomba, pero el atentado fracasó. Se ha afirmado que la CIA fue responsable de este ataque.[139]
- El 28 de julio de 1989, comandos israelíes secuestraron al jeque Abdul Karim Obeid, líder de Hezbolá responsable del secuestro de los marines estadounidenses en 1988. Israel pretendía usarlo para el intercambio de prisioneros secuestrados por Hezbola.[140] Esta acción llevó a la aprobación del Consejo de Seguridad de la ONU la resolución 638, que condenaba la toma de rehenes por ambas partes.
- El 16 de febrero de 1992, helicópteros israelíes atacaron una caravana de automóviles en el sur del Líbano, matando al dirigente de Hezbolá Abbas al-Musawi, su esposa, su hijo y otras cuatro personas.[141]
- El 31 de marzo de 1995, Rida Yasin, también conocido como Abu Ali, fue asesinado por un único cohete disparado desde un helicóptero israelí mientras se encontraba en un coche cerca de Derdghaya, en la zona de seguridad israelí a 10 km al este de Tiro. Yasin era un alto mando militar en el sur del Líbano. También murió su acompañante. Un civil israelí murió y quince resultaron heridos en el fuego de represalia.[142][143]
- El 12 de febrero de 2008, Imad Mugniyah, miembro de la lista de los más buscados y por cuya cabeza se ofrecía una recompensa de cinco millones de dólares por ser el responsable de la bomba a la embajada de Estados Unidos en 1983 y de la bomba que destruyó la embajada de Israel en Buenos Aires en 1992, fue asesinado por un coche bomba en Damasco, Siria,[144] se desconoce quiénes fueron los responsables. Hezbolá e Irán acusaron al gobierno israelí de perpetrar el atentado, pero Israel lo negó.[144][145]
- El 3 de diciembre de 2013, el alto mando militar Hassan al-Laqis fue tiroteado frente a su casa, a tres kilómetros al suroeste de Beirut. Murió pocas horas después, el 4 de diciembre.[146]
- El 18 de enero de 2015, un grupo de combatientes de Hezbolá fue blanco de un atentado en Quneitra, cuya autoría reivindicó el Frente Al-Nusra. En este ataque, del que también se acusó a Israel, murieron Yihad Moghnieh, hijo de Imad Mugniyah, otros cinco miembros de Hizbolá y un general iraní de la Fuerza Quds, Mohammad Ali Allahdadi.[147][148][149]
- El 10 de mayo de 2016, una explosión cerca del aeropuerto Internacional de Damasco acabó con la vida del alto mando militar Mustafa Badreddine. Los medios de comunicación libaneses atribuyeron el atentado a un ataque aéreo israelí. Hezbolá atribuyó el atentado a la oposición siria.[150][151][152]
- El 30 de julio de 2024, Israel reivindicó haber asesinado a Fuad Shukr, un militar de alto rango de Hezbolá, en un ataque aéreo sobre el edificio donde se encontraba, en un barrio del sur de Beirut, en el que murieron dos mujeres y dos niños, y 80 personas resultaron heridas. Israel le hacía responsable del ataque con cohete que mató a 12 niños en un campo de futbol de los Altos del Golán, si bien Hezbolá siempre lo negase.[153][154]
- El 17 de septiembre de 2024, miles de personas fueron atacadas simultáneamente en el Líbano y Siria haciendo explotar su busca. En el ataque hubo 12 fallecidos y 2323 heridos.[155] El 18 de septiembre de 2024, hubo otra oleada de explosiones, esta vez de radios walkie-talkie (en la que también exploto algunas placas solares), en la que hubo al menos 25 fallecidos y 608 heridos. El balance oficial de víctimas entre los dos días se sitúa en 37 fallecidos y casi de 3000 heridos.[156][157] El Alto Comisionado de los Derechos Humanos de las Naciones Unidas, Volker Türk, condenó que se atacara miles de personas civiles o miembros de grupos armados, sin saber quién porta los dispositivos por estallar, ignorando su ubicación y su entorno en el momento de la explosión, calificando los ataques de «estremecedor e inaceptable». Türk dijo que los ataques violaban las leyes internacionales de derechos humanos y el derecho internacional humanitario e instó a que se realizara una investigación independiente y exhaustiva.[158]

## Ataques terroristas atribuidos a Hezbolá
1982
- En noviembre de 1982, 75 soldados israelíes son asesinados en un cuartel en Tiro con un atentado suicida de Hezbolá.[159][161]

1983
- Atentado contra la embajada de Estados Unidos en el Líbano de 1983: 60 personas fueron asesinadas y 120 quedaron gravemente heridos luego de la explosión de 900 kilos de explosivos en la embajada de EE. UU. en Beirut.[161][162]
- El 26 de agosto, secuestran un avión de la empresa Air France en Austria.[162]
- El 23 de octubre, en un ataque terrorista en Beirut contra los cuarteles de marines de EE. UU. fueron asesinados 241 ciudadanos estadounidenses.[159][161][162]
- El 23 de octubre, en un ataque terrorista en Beirut contra los cuarteles de Francia, fueron asesinados 58 ciudadanos franceses.[159][161][162]
- El 17 de noviembre de 1983 hubo un ataque mediante un coche bomba contra una unidad francesa de la Legión Extranjera en el barrio Khandak el Ghanik, en el Líbano.[159]
- El 2 de noviembre de 1983 hubo otro ataque terrorista en Tiro contra dos escuelas usadas como guarniciones policiales israelíes, en el cual fueron asesinados 28 ciudadanos israelíes y 32 ciudadanos libaneses.[159][161]
- En diciembre de 1983 hubo un ataque con coche bomba contra la embajada de EE. UU. en Kuwait.[159][162]
- En diciembre de 1983 hubo un ataque con coche bomba contra la embajada de Francia en Kuwait. El resultado fueron cinco muertos y numerosos heridos.[159][162]
- En diciembre de 1983 hubo un ataque con coche bomba contra una refinería de petróleo de Kuwait.[159][162]
- En diciembre de 1983 hubo un ataque con coche bomba contra una torre de control del aeropuerto internacional de Kuwait. Una persona falleció por el incidente.[159][162]
- En diciembre de 1983 hubo un ataque con coche bomba contra el Ministerio de Electricidad de Kuwait.[159]
- En diciembre de 1983 hubo un ataque con coche bomba contra el conglomerado de la Raytheon Corporation y otro contra los cuarteles de la Raytheon Corporation en Kuwait.[159]

1984
- El 18 de enero es asesinado Malcolm H. Kerr, presidente de la Universidad Americana en Beirut.[162]
- El 31 de julio secuestran un avión de Air France que volaba desde Frankfurt a París. Se llevaron el avión a Irán y lo hicieron explotar.[162]
- El 20 de septiembre de 1984, son asesinadas 23 personas en Beirut en un nuevo ataque a la embajada de EE. UU. por un suicida perteneciente a Hezbolá.[159][161]
- El 3 de diciembre secuestraron un avión de Kuwait Airlines en un vuelo de Kuwait a Pakistán. Se llevaron el avión a Irán y torturaron a los tripulantes y pasajeros delante de todo el mundo como método de extorsión. Fue el mayor chantaje en la historia de la aviación comercial. Amenazaron con hacer explotar el avión, incluso llegaron a leer su testamento y rezar sus últimas oraciones. Asesinaron a dos personas que eran miembros de la Agencia para el Desarrollo Internacional. Varios países árabes presionaron a Teherán y a los secuestradores para que se rindieran. Cuando los secuestradores pidieron personal de limpieza para el avión, agentes especiales entraron disfrazados y los redujeron.[162][163][164]

1985
- En marzo de 1985 secuestraron a ocho ciudadanos israelíes en Beirut y los asesinaron uno por uno al no ser atendidas sus exigencias. Los cuerpos no fueron entregados.[162]
- El 25 de mayo de 1985 intentaron terminar con la vida del jeque Yaber Al-Ahmad Al-Yaber Al-Sabah, emir de Kuwait. Un coche bomba explotó asesinando a dos personas. Se supo que el atentado fue plenado por Mustafá Badr Al-Din.[159][161][162][165][166]
- El 14 de junio se produjo el secuestro de un avión de la empresa TWA que volaba de Atenas a Beirut. Asesinaron a un pasajero, Robert Dean Stethem, quien fuera arrojado a la pista de aterrizaje. Los rehenes fueron liberados luego de que Israel liberara 735 terroristas prisioneros.[161][162]
- En julio de 1985, hubo un ataque terrorista atribuido a Hezbolá contra una sinagoga y unas oficinas aéreas en Copenhague que dejó como saldo un muerto.[161]

1986
- En febrero de 1986 explotaron bombas en el centro de París.[162] Entre 1985 y 1986 13 personas murieron asesinadas y más de 100 resultaron gravemente heridas en estos atentados.[167]
- En marzo de 1986 explotaron bombas en el centro de París.[162]
- En septiembre de 1986 explotaron bombas en el centro de París.[162][167]
- Las bombas explotaron en trenes repletos de pasajeros, en el subterráneo, en centros comerciales, en los Champs-Élysées y en la Torre Eiffel. 11 personas fueron asesinadas. 220 quedaron heridas.[162] Los explosivos explotaron en grandes almacenes, galerías comerciales y en librerías llenas de gente como la FNAC.[167]
- El 18 de septiembre de 1986 asesinan, en Beirut, a Christian Gouttiére, un agregado militar francés.[162]

1987
- Secuestran un avión de Air África que viajaba del Congo a París. Asesinan a un turista ciudadano francés y hieren gravemente a una azafata. Cometen una serie de atentados contra objetivos suizos en Ginebra. Atentan contra la embajada suiza en Beirut.[161][162][168]

1988
- El 5 de abril de 1988 secuestran un Boeing 747 de Kuwait Airways que volaba de Bangkok a Kuwait. Lo mantuvieron secuestrado durante dos semanas. En Chipre, dijeron que tenían explosivos para explotar el avión si no se cumplían sus exigencias y asesinaron a dos de los pasajeros que regresaban de sus vacaciones en Tailandia porque no habían cumplido sus exigencias de cargarles combustible. Luego tiraron sus cuerpos desde el avión como demostración de su fuerza.[161][162][169]
- El 17 de noviembre de 1988 secuestraron a varios ciudadanos suizos. Peter Winkler era el jefe de la Cruz Roja en el sur del Líbano, fue secuestrado durante un mes.[162][170]

1989
- El 6 de octubre Emmanuel Christen y Elio Erriquez, médicos de la Cruz Roja, fueron secuestrados en Saida, cuando se dirigían a su trabajo. Fueron liberados un año más tarde en la Embajada suiza de Damasco.[162][171][172][173]

1992
- A Hezbolá se le atribuye el atentado a la embajada de Israel en Argentina, que el 17 de marzo de 1992 redujo el edificio a escombros, provocó 29 muertos y dejó 242 heridos.[174][175]

1994
- El 18 de julio de 1994 fueron asesinadas 85 personas y 300 resultaron heridas en el mayor atentado terrorista de la historia argentina que redujo el enorme edificio de la AMIA a escombros. El atentado a la AMIA fue en Buenos Aires. La Justicia argentina acusó formalmente a Irán de planificar el atentado y a Hezbolá de ejecutarlo.[176][177][178][179][180] El juez Canicoba Corral ordenó la captura de los siete exfuncionarios iraníes y un miembro operativo libanés del Hezbolá acusados por la fiscalía.[176][181][182][183][184] El 7 de noviembre de 2007, la Interpol ratificó las conclusiones de la justicia argentina, y ordenó la emisión de circulares rojas para capturar a los acusados.[185][186]
- Ocho días después del ataque terrorista a la AMIA, dos palestinos hicieron explotar un coche-bomba en la embajada israelí en Londres. Reino Unido e Israel atribuyeron el atentado terrorista a Hezbolá,[187] si bien la organización niega su autoría en todas estas acciones.[188]

1996
- El 25 de junio de 1996 explotaron un camión lleno de explosivos contra las Torres Khobar, en Arabia Saudita, en el cual fueron asesinadas 19 personas de nacionalidad estadounidense, una de nacionalidad saudita y 372 personas de distintas nacionalidades quedaron gravemente heridas. Los responsables fueron Ahmad al-Mughassil, Ali el-Hoorie, Ibrahim al-Yacoub y Abdelkarim al-Nasser, quienes tienen pedidos de captura internacional.[161][162][189]

2005
- El 14 de febrero de 2005 un coche bomba provocó la muerte de 22 ciudadanos libaneses, entre ellos el ex primer ministro libanés y probable próximo mandatario, Rafiq Hariri. La ONU creó un Tribunal Internacional formado por 28 países, incluido Líbano, para investigar la masacre. En 2011, cuatro miembros de Hezbolá fueron acusados por el Tribunal en La Haya y un quinto en 2013. Los cinco miembros de Hezbolá, Hussein Hassan Oneissi, Salim Jamil Ayyash, Assad Hassan Sabra, Hassan Habib Merhi y Mustafa Amine Badreddine, no fueron apresados a pesar de las alertas rojas de la Interpol y fueron juzgados in absentia por los asesinatos. Muchas pruebas contra la organización fueron expuestas. Durante el juicio, que duró un año, muchos testigos fueron amenazados y uno de los investigadores fue asesinado, y las identidades de varios líderes clandestinos de Hezbolá se hicieron públicas.[190][191]

2006
- El 30 de marzo de 2006 un atacante suicida se detona en un autobús en Kedumim, Israel, asesinando a cuatro personas más.[162]
- El 12 de julio de 2006 entran en territorio israelí, en Zar'it, cerca de la frontera con Líbano, asesinan a tres soldados israelíes y secuestran de otros dos. Durante 34 días hubo enfrentamientos con las fuerzas israelíes, quienes cruzaron la frontera en un intento de rescatar a los soldados, pero no lo logran. Recién dos años más tarde, los cuerpos de Eldad Regev y Ehud Goldwasser fueron entregados a sus familias, en julio de 2008, a cambio de la liberación de cinco prisioneros, uno de los cuales cumplía condena por asesinar a una niña de cuatro años y fue recibido como un héroe.[162][192][193]
- En octubre de 2006, la policía venezolana impidió que explotaran dos paquetes explosivos, que traían material panfletario de Hezbolá, frente a la Embajada de Estados Unidos en Caracas.[194]

2011
- El 26 de mayo de 2011, luego de cumplir una serie de amenazas contra la embajada isarelí en Turquía, hirieron a ocho ciudadanos turcos cuando atentaron contra el cónsul israelí en Estambul.[162][195][196]

2012
- El 18 de julio de 2012 un atentado terrorista en el aeropuerto de Burgas, en Bulgaria, terminó con la vida de 5 turistas israelíes y un ciudadano búlgaro, dejando una treintena de heridos. El Gobierno búlgaro, luego de siete meses de investigación, responsabilizó a la rama armada de Hezbolá por el atentado.[195][197]
- El 7 de julio de 2012 fue frustrado un atentado en la ciudad de Limassol, en Chipre. En marzo de 2013, la Justicia chipriota condenó a Hossam Yaakoub, miembro de Hezbolá, a cuatro años de prisión por la planificación del ataque terrorista.[162][198][199]

## Estatus internacional
Según un informe desarrollado en conjunto por Inteligencia, Seguridad, Defensa, Cancillería Interior y Estrategia de la Argentina, del gobierno de Javier Milei, Hezbolá mantendría células activas en la frontera que comparten Argentina, Brasil y Paraguay (la llamada Triple Frontera), así como lazos estrechos con Bolivia y Venezuela, que serían aliados de Irán. La presencia de actividad terrorista en la Triple Frontera ha sido afirmada por los Estados Unidos pero descartada tanto por Brasil, como por Paraguay y Argentina en el seno de la Comisión Tripartita de la Triple Frontera, un ámbito también denominado "Tres más uno" (los tres países de la Triple Frontera más Estados Unidos) que sirve de foro permanente para la cooperación entre los cuatro países en la lucha contra el terrorismo y su prevención. Esa zona "se ha descrito por largo tiempo como centro regional para las actividades de recaudación de fondos de Hezbolá y Hamás". Dicho foro concluyó que la información disponible no fundamentaba los informes de actividades operacionales por terroristas en la zona de la Triple Frontera (id.). Se descubrió también que recibían millones de dólares de la venta ilegal de DVD pirateados en países sudamericanos.
En 1994 la Justicia de Suecia dictaminó que dos agrupaciones de Hezbolá, en Malmö y en Trollhättan, constituían una amenaza para la seguridad sueca y sus integrantes fueron expulsados del país. Los líderes de Hezbolá, Alí Berjaoui, Alí Reda Abdallah y Faisal Attar, debieron volver al Líbano según el exhorto judicial de fs. 88/9, con traducción a fs. 113/14 del Legajo 284, causa 1156.
La Justicia de Paraguay emitió una orden de captura internacional contra Assad Barakat, por infracción a la Ley Antiterrorista, acusado de financiar al Hezbolá, considerado por el gobierno paraguayo como una organización terrorista. Fue detenido en Brasil y extraditado al Paraguay en junio de 2002.
Hezbolá es considerado por Estados Unidos y por algunos países occidentales como una organización terrorista. Estados Unidos incluyó a Hezbolá como organización terrorista extranjera en 1997, y varios de sus miembros más destacados han sido etiquetados como «terroristas globales», lo que posibilita que puedan ser objeto de sanciones económicas impuestas por este país. La posición de la Unión Europea es incierta: mientras el Consejo Europeo no ha inscrito a Hezbolá como tal en su lista de organizaciones terroristas (aunque sí que incluye a uno de sus responsables, Imad Mugniyah), el Parlamento Europeo aprobó el 10 de marzo de 2005 por una mayoría amplia (473 a favor, 8 en contra, 33 abstenciones) una resolución no vinculante que etiqueta a Hezbolá como organización terrorista.[cita requerida] El 22 de julio de 2013, la Unión Europea incluyó al brazo armado de Hezbolá en su lista de organizaciones terroristas. En el Líbano es un partido político reconocido que incluso ha llegado a formar parte del gobierno.
En 2008, la agencia de seguridad de Colombia descubrió que Hezbolá traficaba drogas en su país como forma de financiamiento.
En 2009, The Washington Times publicó que Hezbolá trabajaba en conjunto con los carteles de droga mexicanos.
En 2013 Mohamed Morsi, expresidente de Egipto, fue procesado por la Justicia egipcia acusado de financiar y conspirar con los grupos extranjeros Hamás y Hezbolá para cometer atentados terroristas.
Hezbolá cuenta con un apoyo explícito por parte de Siria y consecuentemente se manifestó contra la evacuación de las tropas sirias tras la llamada Revolución del Cedro. También apoya militarmente al Gobierno sirio en el transcurso de la guerra civil siria, con numerosas tropas de Hezbolá participando en el conflicto, especialmente en las fronteras entre el Líbano y Siria. Con respecto a Israel, la organización no reconoce su legitimidad y su retórica apunta a la destrucción de dicho Estado.

### Designación como organización terrorista

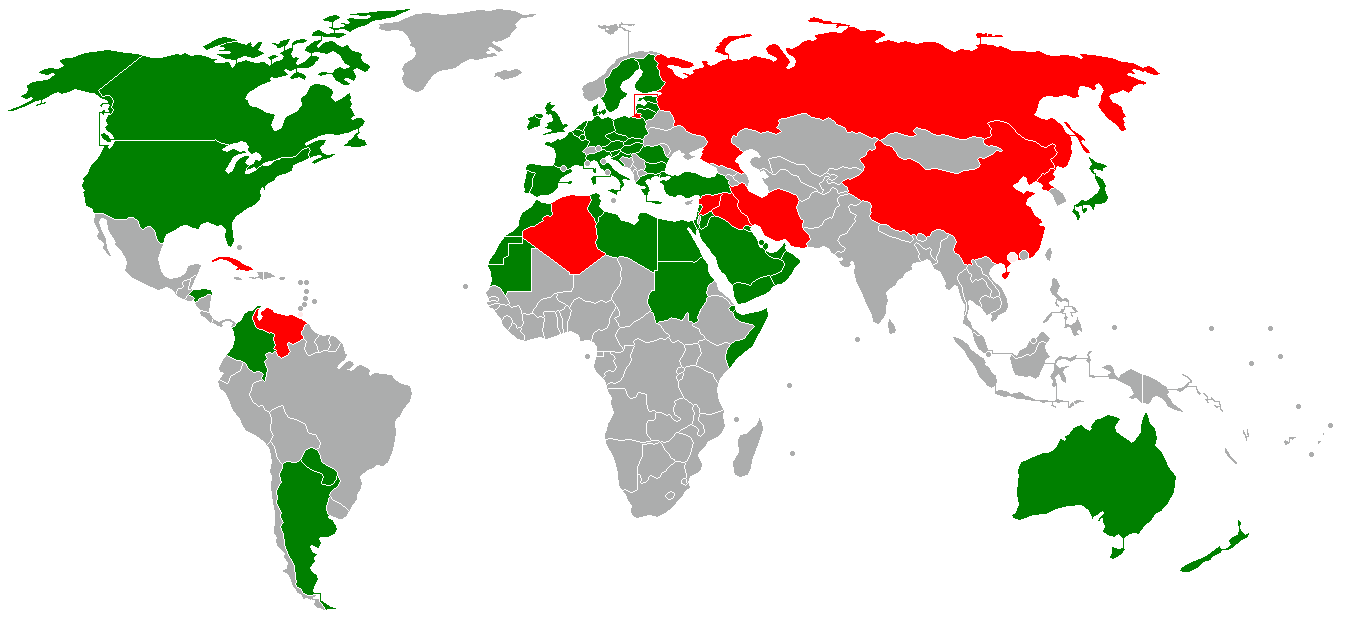
Países en verde consideran a Hezbolá como una organización terrorista, mientras que los países en rojo no consideran a Hezbolá como organización terrorista, sino como una agrupación política.

Los países listados a continuación han admitido oficialmente a Hezbolá como una organización terrorista.
| Arabia Saudita         | Brazo armado de Hezbolá | [ 210 ] [ 211 ]         |
| Argentina              | Toda la organización    | [ 212 ] [ 213 ]         |
| Alemania               | Toda la organización    | [ 214 ]                 |
| Australia              | Brazo armado de Hezbolá | [ 64 ]                  |
| Baréin                 | Toda la organización    | [ 72 ] [ 73 ] [ 74 ]    |
| Canadá                 | Toda la organización    | [ 215 ]                 |
| CCEAG                  | Toda la organización    | [ 75 ]                  |
| Colombia               | Toda la organización    | [ 216 ]                 |
| Egipto                 | Toda la organización    | [ 76 ]                  |
| Emiratos Árabes Unidos | Toda la organización    | [ 217 ]                 |
| Eslovenia              | Toda la organización    | [ 218 ]                 |
| Estados Unidos         | Toda la organización    | [ 61 ]                  |
| Francia                | Toda la organización    | [ 219 ] [ 220 ]         |
| Guatemala              | Toda la organización    | [ 221 ]                 |
| Honduras               | Toda la organización    | [ 216 ]                 |
| Israel                 | Toda la organización    | [ 68 ] [ 71 ]           |
| Japón                  | Toda la organización    | [ 222 ]                 |
| Nueva Zelanda          | Brazo armado de Hezbolá | [ 223 ]                 |
| Países Bajos           | Toda la organización    | [ 69 ] [ 224 ]          |
| Paraguay               | Toda la organización    | [ 225 ]                 |
| Reino Unido            | Toda la organización    | [ 220 ] [ 226 ] [ 227 ] |
| Unión Europea          | Brazo armado de Hezbolá | [ 228 ]                 |

El 24 de febrero de 2000, el entonces primer ministro de Francia, Lionel Jospin, condenó los ataques de Hezbolá contra las fuerzas israelíes en el sur del Líbano, diciendo que son "terrorismo" y no actos de resistencia. 

«Francia condena los ataques terroristas de Hezbolá, y todos los tipos de ataques terroristas que puedan llevarse a cabo contra los soldados y la población civil de Israel».
Primer Ministro de Francia, Lionel Jospin

En 2006 el Ministro de Defensa de Rusia, Serguéi Ivánov, instó a Hezbolá a dejar de recurrir a métodos terroristas, incluidos ataques contra los Estados vecinos.
En 2015 Arabia Saudita impuso sanciones financieras bloqueando las cuentas de 12 miembros de Hezbolá por considerarlos terroristas.
La Liga Árabe decidió incluir a Hezbolá en su lista de grupos terroristas en marzo de 2016, pero revocó esta decisión el 30 de junio de 2024.

### Relaciones internacionales
Hezbolá tiene relaciones de amistad con Irán. Irán financia a Hezbolá otorgándole unos $ 200 millones de dólares al año. Miles de miembros del Hezbolá fueron entrenados militarmente en Irán.
También con los alauíes de Siria, grupo étnico al que pertenece Bashar al Assad, presidente de dicho país desde el año 2000.
En julio de 2009 se informó de que Irán ayudaría a Hezbolá a reconstruir el Líbano.
En 2015, Rusia, a través de su Cancillería, manifestó su rechazo a la incorporación de Hezbolá en la lista internacional de organizaciones terroristas, a ser elaborada en el marco de las conversaciones sobre Siria en Viena:

Algunos dicen que Hezbolá es una organización terrorista, pero nosotros tenemos contactos y relaciones con ellos, porque no los consideramos terroristas.
Nunca han cometido actos terroristas en territorio ruso. Hezbolá fue elegido por el pueblo para el parlamento libanés. Hay miembros del gabinete de ministros que son de Hezbolá en el Líbano. Es una fuerza socio-política legítima.
Vicecanciller de Rusia.
Mijail Bogdanov.

## Opinión pública

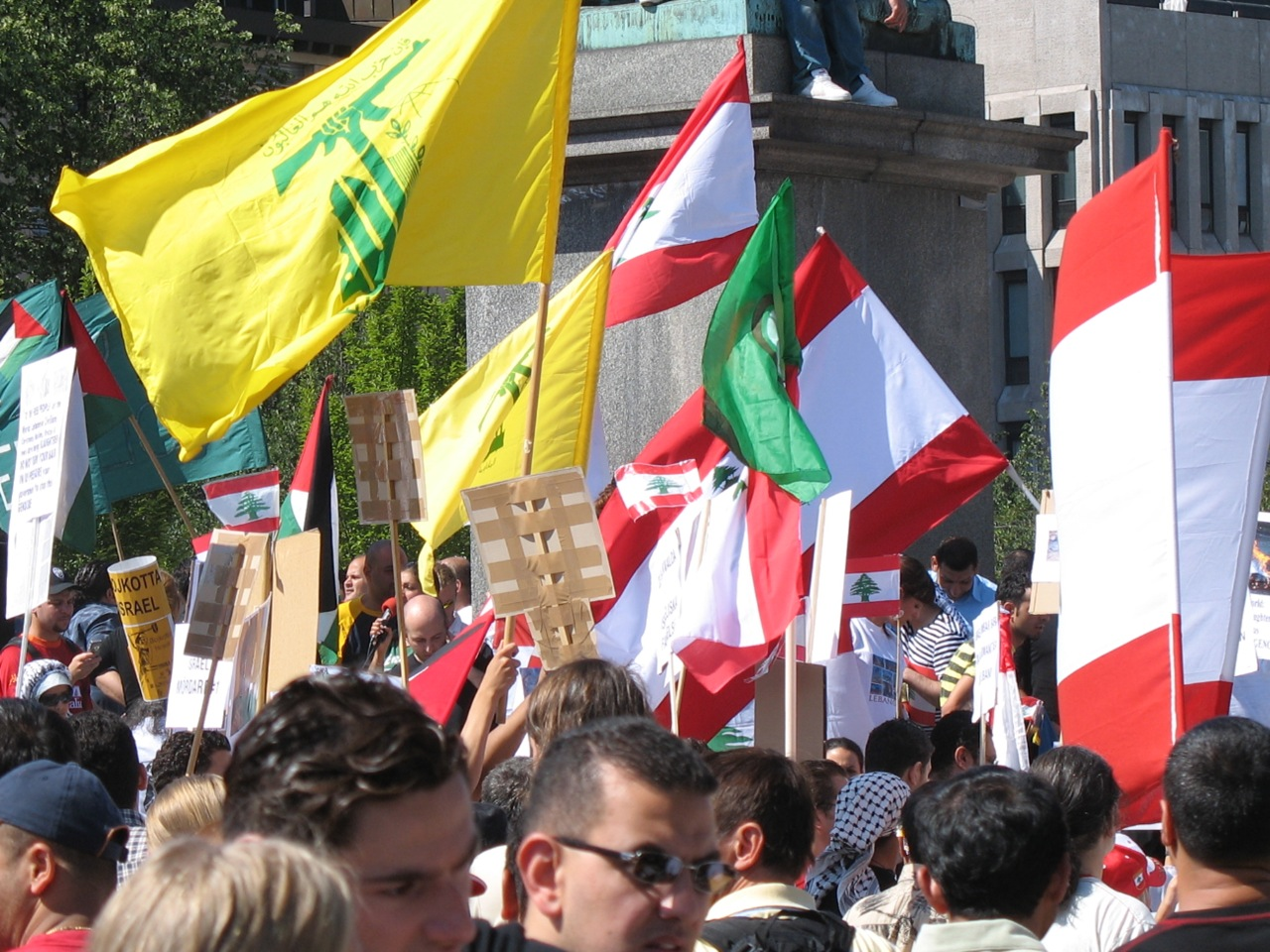
Manifestación en apoyo a Hezbolá en Estocolmo (Suecia), durante la Guerra del Líbano de 2006.

En parte del mundo árabe (y fuera de este) Hezbolá es vista como un movimiento de resistencia que defiende su tierra de la fuerza de ocupación israelí. Según un sondeo publicado el 26 de julio de 2006 por el "Centro de Investigación e Información de Beirut" durante el conflicto entre Israel y el Líbano, Hezbolá contaba con el apoyo del 87 % de la población libanesa en su la lucha contra Israel, un aumento de 29 puntos porcentuales con respecto a otra encuesta similar realizada en febrero. Más llamativo, sin embargo, fue el nivel de apoyo a la resistencia de Hezbolá de las comunidades no chiíes. El 80 % de los cristianos encuestados apoyaba a Hezbolá, cifra que se repite en el apoyo de los drusos. También contaban con el apoyo del 89 % de la comunidad musulmana suní.
Según Michel Samaha, exmiembro del Buró Político de las Falanges Libanesas, que lucharon contra los palestinos durante la guerra civil libanesa:

«Para mí Hezbolá es sinónimo de resistencia... No tenemos que considerarlo como un movimiento chií; hay que verlo, siendo libanés, como un movimiento de resistencia. Que ciertos regímenes de la región y Estados Unidos quieran demonizar a Hezbolá dentro del país y en el mundo será su política, pero ni es la verdad ni corresponde a nuestra convicción».

En una encuesta realizada en 2004 a los adultos libaneses, solo el 6 % de los encuestados dio apoyo incondicional a la declaración de que "Hezbolá fuera desarmada". Sin embargo, el 41 % mostró su incondicional desacuerdo al desarme. Una encuesta realizada a los residentes de la Franja de Gaza y Cisjordania el 79,6 % indicaron tener una "muy buena opinión" de Hezbolá, y el resto tenían "buena opinión" de Hezbolá. Otras encuestas realizadas a los adultos en Jordania en diciembre de 2005 y junio de 2006 mostró que entre el 63,9 % y el 63,3 %, respectivamente, consideraba a Hezbolá una organización de resistencia legítima. En diciembre de 2005, otra encuesta realizada en Jordania dio como resultado que sólo el 6 % de los adultos consideraba a Hezbolá terrorista.

## Servicios sociales
Hezbolá es popular entre los chiíes, quienes representan la comunidad más pobre de todo el Mediterráneo, no solo por haber encabezado la lucha contra Israel, sino también por su obra social, similar a la que presta Hamás en la Franja de Gaza[cita requerida], y que constituye una sustitución de facto de las atribuciones del Gobierno libanés.
Su campaña de reconstrucción Yihad al-Bina´ ha realizado varios proyectos de desarrollo económico y de infraestructuras en las áreas del Líbano con mayoritaria población chií. El apoyo con que Hezbolá cuenta entre la población chií se expresa en los ocho diputados que la organización tiene en el parlamento del Líbano. Desde julio de 2005, Hezbolá forma parte del gobierno de coalición libanés.[cita requerida]

### Sitios oficiales
- spanish.alahednews.com.lb Periódico digital de Hezbolá (en español)
- spanish.almanar.com.lb Canal de televisión de Hezbolá (en español)

### Otros enlaces
- El misterio de Hezbolá en YouTube. Documental completo.
- Informe del Departamento de Estado sobre Hezbolá. Abril de 2005 (en inglés).
- Artículo de la BBC sobre la culpabilidad de Hezbolá e Irán en la masacre de la AMIA. Octubre de 2006.

- Datos: Q41053
- Multimedia: Hezbollah / Q41053